# 6lack
6lack, pseudonimo di Ricardo Valdez Valentine, Jr. (Baltimora, 24 giugno 1992), è un rapper e cantante statunitense.
Conosciuto principalmente per il suo singolo Prblms, che è stato pubblicato nel giugno 2016, è stato nominato da Rolling Stone come uno dei dieci nuovi artisti da guardare nel mese di novembre 2016. Nel 2018 pubblicò il singolo OTW con Khalid e Ty Dolla Sign. 6lack è apparso nel singolo di Normani Waves, che gli è valso un MTV Video Music Award. Nel giugno 2020 ha pubblicato l'EP 6pc Hot, che includeva il singolo assistito da Lil Baby, Know My Rights. Nello stesso anno è apparso nella traccia dei Gorillaz The Pink Phantom, con Elton John. Nel 2021, il suo singolo "Calling My Phone" con il rapper e cantante americano Lil Tjay, ha scalato le classifiche in Canada e ha raggiunto il numero tre negli Stati Uniti.
6lack è attualmente sotto contratto con Love Renaissance e Interscope Records. È anche un membro del collettivo musicale di Atlanta-Baltimora, Spillage Village, fondato da EarthGang e JID.
6lack ha ricevuto tre nomination ai Grammy Award e ha vinto un MTV Video Music Award.

## Biografia
Ricardo Valentine nasce il 24 giugno 1992 a Baltimora, Maryland e nel 1997 con i suoi genitori e i suoi 2 fratelli si trasferisce a Atlanta, Georgia. Ha frequentato la Stone Mountain High School e la Newton High School. La sua prima esperienza in uno studio musicale è stata all'età di 4 anni, nello studio di suo padre. Valentine ha iniziato a rappare alle scuole medie, dove si esibiva in battaglie di freestyle con i suoi amici, tra cui il rapper Young Thug.

## Carriera

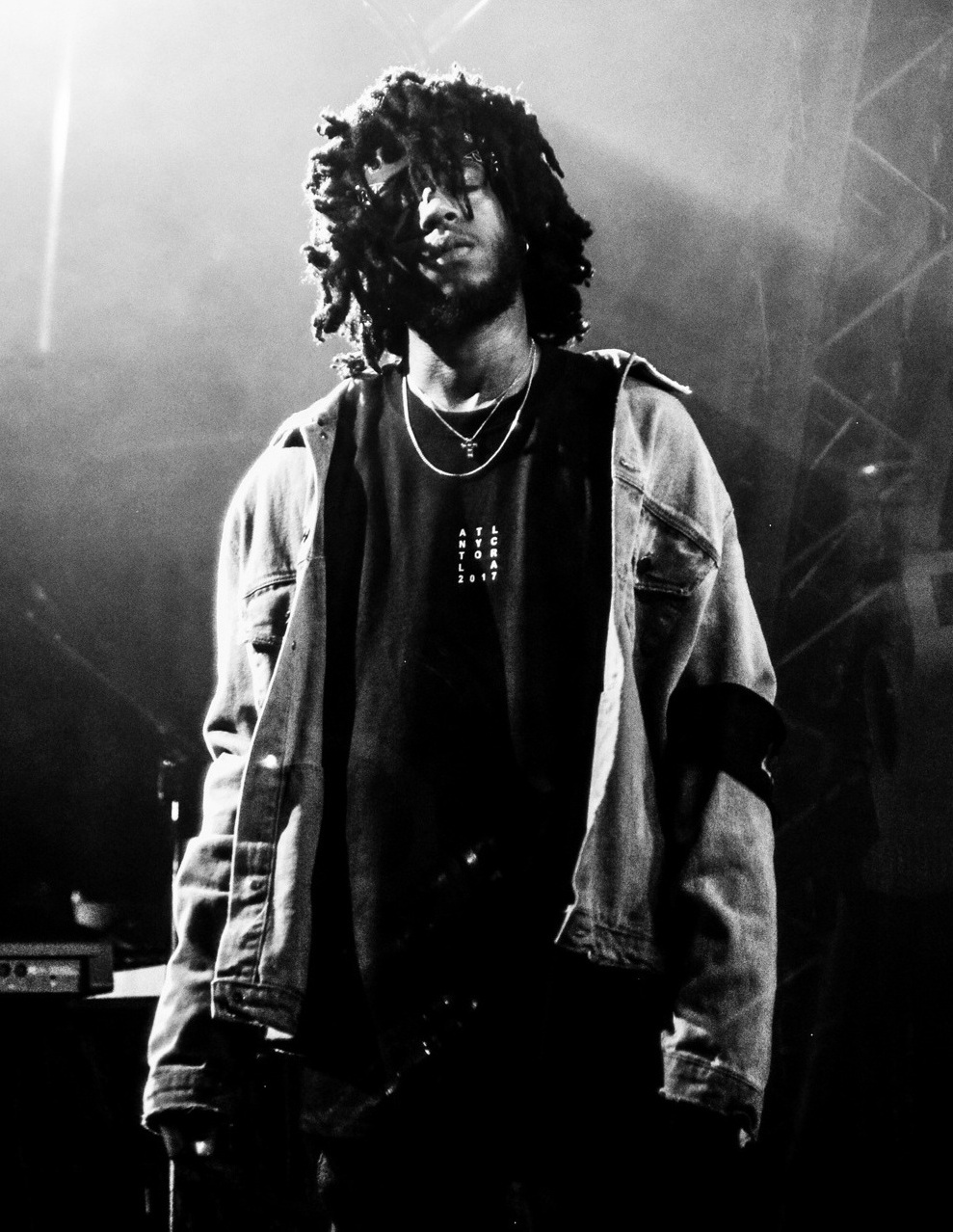
6lack nel gennaio 2017

Ha frequentato la Valdosta State University, che ha poi abbandonato dopo aver firmato il primo contratto con l'etichetta di Flo Rida, International Music Group e Strong Arm Records, nel 2011. Nei tre anni seguenti, Valentine pubblica le sue prime canzoni sul suo account SoundCloud e si trasferisce a Miami. Nel 2015 ha annunciato di essersi unito al collettivo musicale Spillage Village dopo aver vissuto con gli EarthGang, ed essere anche apparso in quattro tracce dell'EP degli Spillage Village chiamato Bears Like This Too nello stesso anno. Nel 2016 lasciò l'etichetta per problemi con la licenza artistica e il management, ed quindi firmò con LoveRenaissance e Interscope Records.
A novembre 2016 la rivista Rolling Stone lo ha inserito tra i 10 artisti da tenere d'occhio. Il 18 dello stesso mese pubblica il suo album di studio di debutto, Free 6lack, che ha raggiunto la trentaquattresima posizione nella Billboard 200. Ad aprile 2017 Valentine ha partecipato come ospite nel Legend of the Fall Tour di The Weeknd, in particolare esibendosi col suo singolo Prblms, certificato doppio disco di platino dalla RIAA, per un totale di oltre due milioni di copie vendute.
Nell'aprile 2018 è apparso nel singolo OTW di Khalid, con Ty Dolla Sign, che ha raggiunto il numero 57 della Billboard Hot 100, ed è diventata la canzone con il picco più alto di 6lack nella Hot 100.
Il 14 settembre 2018 pubblica il suo secondo album in studio East Atlanta Love Letter, anticipato dai singoli Switch, Nonchalant e Pretty Little Fears. Certificato disco d'oro in Canada, il disco ha raggiunto la terza posizione nella Billboard 200, diventando così la più alta per Valentine nella classifica. Nel mese di ottobre il cantante ha iniziato un tour promozionale mondiale, le cui date venivano aperte da artisti come Tierra Whack, Summer Walker e Ari Lennox.. Il 26 giugno 2020 viene pubblicato un EP 6pc Hot EP, assieme al brand di salsa piccante 600 Degrees Original. Composto da 6 tracce e anticipato dai singoli ATL Freestyle, Float e Know My Rights con Lil Baby, l'EP è stato ricevuto positivamente dalla critica, raggiungendo la quindicesima posizione nella Billboard 200. A settembre 2020 compare in 2 tracce dell'album degli Spillage Village, Spilligion. Successivamente collabora con Elton John nel pezzo dei Gorillaz, The Pink Phantom.
Nel febbraio 2021 è comparso in Calling My Phone, del rapper statunitense Lil Tjay.

## Stile e influenze
La musica di 6lack si concentra o si basa spesso su relazioni personali e di lavoro, in particolare sull'argomento del crepacuore. 6lack ha detto che il suo modo di scrivere è influenzato principalmente dalle sue esperienze personali e dalle relazioni fallite. La rivista Billboard ha descritto la musica di 6lack come "hip hop lunatico" che "mette in luce la vulnerabilità e l'onestà in un modo in cui la generazione di emoji può capire". 6lack ha citato Sade, T-Pain, The-Dream e Usher come sue influenze.

## Vita privata
Nel febbraio 2017, 6lack ha annunciato la nascita di sua figlia, Syx Rose Valentine.

## Discografia

### Album in studio
- 2016 – Free 6lack
- 2018 – East Atlanta Love Letter
- 2023 - Since I Have a Lover

### EP
- 2020 – 6pc Hot EP

### Singoli
- 2016 – Bless Me
- 2016 – Loyal
- 2016 – Ex Calling
- 2016 – Prblms
- 2017 – First Fuck (con Jhené Aiko)
- 2017 – That Far
- 2017 – Grab the Wheel (con Timbaland)
- 2018 – Cutting Ties
- 2018 – OTW (con Khalid e Ty Dolla Sign)
- 2018 – Switch
- 2018 – Nonchalant
- 2018 – Pretty Little Fears (con J. Cole)
- 2019 – Mushroom Chocolate (con QUIN)
- 2019 – It's Not U It's Me (con Bea Miller)
- 2019 – Imported (con Jessie Reyez)
- 2019 – Seasons (feat. Khalid)
- 2020 – ATL Freestyle
- 2020 – Float
- 2020 – Know My Rights (feat. Lil Baby)
- 2020 – Stay Down (con Lil Durk e Young Thug)
- 2021 – VIP (con Luísa Sonza)

### Collaborazioni
- 2017 – Spar (Dreezy feat. 6lack & Kodak Black)
- 2018 – If You Ever (Nao feat. 6lack)
- 2018 – Waves (Normani feat. 6lack)
- 2019 – Only Want You (Rita Ora feat. 6lack)
- 2019 – U Say (The Bonfyre feat. 6lack)
- 2019 – Prada Process (Guapdad 4000 feat. 6lack)
- 2019 – Easy (Next Town Down feat. 6lack)
- 2019 – Touch & Go (Tinashe feat. 6lack)
- 2020 – Love Songs (Remix) (Kaash Paige feat. 6lack)
- 2020 – Morocco (Alina Baraz feat. 6lack)
- 2020 – Up (Dej Loaf feat. 6lack)
- 2021 – Calling My Phone (Lil Tjay feat. 6lack)
- 2022 - Ain't No Way  (Denzel Curry feat. 6lack, Rico Nasty, J.I.D, Jasiah, Kitty Ca$h, Powers Pleasant)